# Women's Super League (Inghilterra)
La Women's Super League, indicata anche come Barclays WSL per ragioni di sponsorizzazione, o più semplicemente con la sigla BWSL, è la massima serie del campionato inglese femminile di calcio ed è posto sotto l'egida della WSL Football. Il campionato è stato istituito nel 2010 dalla Football Association (The FA) e prosegue quello inizialmente denominato Football Association Women's Super League 1 (FA WSL 1) per distinguerlo dal torneo di secondo livello, FA WSL 2, istituito nel 2014. Quest'ultimo poi ha assunto il nome di FA Women's Championship nella stagione 2018-2019, prima di essere ridenominato Women's Super League 2 a partire dall'edizione 2024-2025.
La prima stagione della WSL fu nel 2011 e parteciparono otto squadre. Fino ad allora la FA Women's Premier League National Division era stata la massima serie del campionato inglese. Dal 2018 la denominazione divenne FA Women's Super League, per poi diventare Women's Super League senza l'acronimo della federazione nel 2022.
La WSL ha cadenza annuale, inizia a settembre e termina a maggio. La squadra prima classificata è campione d'Inghilterra. Le prime due classificate si qualificano per la UEFA Women's Champions League della stagione successiva. L'ultima classificata viene retrocessa nella Women's Championship, la cui squadra campione viene promossa in FA WSL. L'Arsenal ha vinto il campionato nelle prime due stagioni (2011 e 2012), mentre il Liverpool ha vinto le successive due (2013 e 2014). Il Chelsea ha vinto il suo primo titolo nella stagione 2015 e nelle due successive, vincendo per primo tre titoli di Campione d'Inghilterra, primato raggiunto anche dall'Arsenal nella vittoria del campionato 2018-2019.

## Storia
La FA WSL fu fondata il 22 marzo 2010 e il 2010 doveva essere la stagione inaugurale, ma, a causa della crisi economica, l'inizio fu posticipato al 2011. Complessivamente sedici squadre fecero richiesta di partecipazione alla lega: Arsenal, Barnet, Birmingham City, Bristol Academy, Chelsea, Colchester United, Doncaster Rovers Belles, Everton, Leeds Carnegie, Leicester City, Lincoln City, Liverpool, Millwall Lionesses, Newcastle United, Nottingham Forest, Sunderland. In seguito il Leeds Carnegie ritirò la propria candidatura, mentre il Blackburn Rovers e il Watford, club partecipanti alla FA Women's Premier League, rifiutarono la partecipazione. La FA annunciò le otto squadre che avrebbero preso parte alla prima edizione nel 2011: Arsenal, Birmingham City, Bristol Academy, Chelsea, Doncaster Rovers Belles, Everton, Lincoln City e Liverpool.
Nel 2014 ci fu la creazione della Football Association Women's Super League 2 (FA WSL 2), che rappresentò il secondo livello. Nove squadre entrarono a far parte della FA WSL 2 più il Doncaster Rovers Belles, retrocesso dalla FA WSL 1. Una nuova licenza per la FA WSL 1 fu assegnata al Manchester City. Il Doncaster Rovers Belles si appellò contro la retrocessione in FA WSL 2, ma il suo ricorso fu rigettato.
Nel dicembre 2014 la FA ha annunciato che il numero di squadre partecipanti alla FA WSL 1 sarebbe aumentato progressivamente a 10. Per due stagioni (2015 e 2016) c'è stata una sola retrocessione dalla WSL 1 e due promozioni dalla WSL 2.
A partire dalla stagione 2017-2018 la FA WSL 1 cambia il formato, iniziando a settembre e finendo a maggio, con una stagione di transizione disputata nella primavera 2017 denominata FA WSL 1 Spring Series che è durata da aprile a giugno e con le squadre che si sono affrontate una sola volta.
Il campionato è stato ampliato a dodici squadre dalla stagione 2019-2020, con lo Yeovil Town retrocesso dopo essere stato messo in amministrazione controllata e sostituito dal Manchester United, e dal Tottenham, promossi dalla Championship.
Nel maggio 2020, il campionato è stato interrotto a causa della pandemia di COVID-19. Il Chelsea fu dichiarato campione della stagione sulla base della media punti per partita e il Liverpool retrocesso.
Nel novembre 2023, tutti i 24 club della Women's Super League e della Women's Championship hanno approvato all'unanimità la creazione di una nuova organizzazione, inizialmente chiamata NewCo, per gestire il calcio professionistico femminile in Inghilterra, subentrando alla Football Association (The FA). All'inizio della stagione 2024-2025, la nuova società ha assunto la denominazione Women's Professional Leagues Limited (WPLL), per poi essere definitivamente rinominata in WSL Football al termine dei campionati di quell'anno.

## Formato
La formula del campionato è un girone all'italiana di 12 squadre con gare di andata e di ritorno per un totale di 22 giornate, con apertura a settembre e conclusione a maggio. Il sistema di assegnazione del punteggio prevede 3 punti per la squadra vincitrice dell'incontro, 1 punto a testa in caso di pareggio e nessun punto per la squadra sconfitta. Le prime tre classificate accedono alla UEFA Women's Champions League della stagione successiva. L'ultima classificata retrocede in Women's Super League 2.

## Le squadre
Sono 18 le squadre ad aver partecipato alle 15 stagioni di FA WSL 1 e Women's Super League disputate dal 2011 al 2024-2025, comprendendo anche la Spring Series 2017 (in grassetto le squadre che partecipano alla stagione 2024-2025):
- 15 volte: Chelsea, Arsenal
- 13 volte: Liverpool
- 12 volte: Birmingham City, Everton, Manchester City
- 11 volte: Bristol City[24]
- 8 volte: Reading
- 7 volte: Brighton & Hove, West Ham
- 6 volte: Manchester United, Notts County[6], Tottenham
- 5 volte: Aston Villa
- 4 volte: Doncaster Rovers Belles, Leicester City, Sunderland
- 3 volte: Yeovil Town
- 1 volta: Crystal Palace

## Albo d'oro

### Women's Super League
- 2011:  Arsenal
- 2012:  Arsenal
- 2013:  Liverpool
- 2014:  Liverpool
- 2015:  Chelsea
- 2016:  Manchester City
- 2017:[25]  Chelsea
- 2017-2018:  Chelsea
- 2018-2019:  Arsenal
- 2019-2020:  Chelsea
- 2020-2021:  Chelsea
- 2021-2022:  Chelsea
- 2022-2023:  Chelsea
- 2023-2024:  Chelsea
- 2024-2025:  Chelsea

## Statistiche

### Vittorie per squadra
| Squadra         | Titoli | Stagioni                                                                                  |
| --------------- | ------ | ----------------------------------------------------------------------------------------- |
| Chelsea         | 8      | 2015, (2017), 2017-2018, 2019-2020, 2020-2021, 2021-2022, 2022-2023, 2023-2024, 2024-2025 |
| Arsenal         | 3      | 2011, 2012, 2018-2019                                                                     |
| Liverpool       | 2      | 2013, 2014                                                                                |
| Manchester City | 1      | 2016                                                                                      |